# Natação nos Jogos Olímpicos de Verão de 2016 - 100 m borboleta masculino
A competição dos 100 metros borboleta masculino da natação nos Jogos Olímpicos de Verão de 2016 foi disputada nos dias 11 e 12 de agosto no Estádio Aquático Olímpico.

## Medalhistas
| Ouro  | SIN Joseph Schooling                                |
| Prata | USA Michael Phelps RSA Chad le Clos HUN László Cseh |

## Recordes
Antes desta competição, os recordes mundiais e olímpicos da prova eram os seguintes:
| Tipo | Atleta         | Tempo | Local  | Data                 |
| ---- | -------------- | ----- | ------ | -------------------- |
|      | Michael Phelps | 49.82 | Roma   | 1 de agosto de 2009  |
|      | Michael Phelps | 50.58 | Pequim | 16 de agosto de 2008 |

Os seguintes recordes mundiais ou olímpicos foram estabelecidos durante esta competição:
| Data         | Evento | Atleta               | Tempo | Notas            |
| ------------ | ------ | -------------------- | ----- | ---------------- |
| 12 de agosto | Final  | SIN Joseph Schooling | 50.39 | Recorde olímpico |

## Resultados

### Eliminatórias
| Pos. | Elim. | Raia | Nadador                 | CON                                 | Tempo   | Notas |
| ---- | ----- | ---- | ----------------------- | ----------------------------------- | ------- | ----- |
| 1    | 6     | 5    | Joseph Schooling        | SIN Singapura                       | 51.41   | Q     |
| 2    | 4     | 4    | László Cseh             | HUN Hungria                         | 51.52   | Q     |
| 3    | 5     | 5    | Tom Shields             | USA Estados Unidos                  | 51.58   | Q     |
| 4    | 6     | 4    | Michael Phelps          | USA Estados Unidos                  | 51.60   | Q     |
| 5    | 5     | 3    | Mehdy Metella           | FRA França                          | 51.71   | Q     |
| 6    | 4     | 3    | Piero Codia             | ITA Itália                          | 51.72   | Q     |
| 7    | 5     | 4    | Chad le Clos            | RSA África do Sul                   | 51.75   | Q     |
| 8    | 3     | 5    | James Guy               | GBR Grã-Bretanha                    | 51.78   | Q     |
| 8    | 6     | 3    | Li Zhuhao               | CHN China                           | 51.78   | Q     |
| 10   | 4     | 5    | Konrad Czerniak         | POL Polônia                         | 51.81   | Q     |
| 10   | 5     | 7    | David Morgan            | AUS Austrália                       | 51.81   | Q     |
| 12   | 6     | 1    | Grant Irvine            | AUS Austrália                       | 51.84   | Q     |
| 13   | 6     | 2    | Aleksandr Sadovnikov    | RUS Rússia                          | 51.91   | Q     |
| 14   | 2     | 4    | Santo Condorelli        | CAN Canadá                          | 51.99   | Q     |
| 15   | 4     | 6    | Evgenii Koptelov        | RUS Rússia                          | 52.01   | Q     |
| 16   | 3     | 7    | Quah Zheng Wen          | SIN Singapura                       | 52.08   | Q     |
| 17   | 4     | 7    | Jérémy Stravius         | FRA França                          | 52.10   |       |
| 18   | 4     | 1    | Steffen Deibler         | GER Alemanha                        | 52.14   |       |
| 19   | 3     | 8    | Luis Martínez           | GUA Guatemala                       | 52.22   |       |
| 20   | 6     | 7    | Takuro Fujii            | JPN Japão                           | 52.36   |       |
| 21   | 3     | 4    | Henrique Martins        | BRA Brasil                          | 52.42   |       |
| 22   | 5     | 1    | Joeri Verlinden         | NED Países Baixos                   | 52.48   |       |
| 23   | 3     | 2    | Liubomyr Lemeshko       | UKR Ucrânia                         | 52.51   |       |
| 24   | 4     | 8    | Santiago Grassi         | ARG Argentina                       | 52.56   |       |
| 25   | 5     | 2    | Matteo Rivolta          | ITA Itália                          | 52.67   |       |
| 26   | 5     | 8    | Bence Pulai             | HUN Hungria                         | 52.73   |       |
| 27   | 3     | 1    | Zhang Qibin             | CHN China                           | 52.84   |       |
| 28   | 4     | 2    | Pavel Sankovich         | BLR Bielorrússia                    | 53.00   |       |
| 29   | 6     | 8    | Albert Subirats         | VEN Venezuela                       | 53.23   |       |
| 30   | 2     | 5    | Ryan Pini               | PNG Papua-Nova Guiné                | 53.24   |       |
| 30   | 6     | 6    | Yauhen Tsurkin          | BLR Bielorrússia                    | 53.24   |       |
| 32   | 3     | 6    | Long Gutiérrez          | MEX México                          | 53.34   |       |
| 33   | 5     | 6    | Paweł Korzeniowski      | POL Polônia                         | 53.71   |       |
| 34   | 3     | 3    | Marcos Macedo           | BRA Brasil                          | 53.87   |       |
| 35   | 2     | 3    | Glenn Victor Sutanto    | INA Indonésia                       | 54.25   |       |
| 36   | 2     | 6    | Abbas Qali              | IOA Atletas Olímpicos Independentes | 54.63   |       |
| 37   | 2     | 8    | Anthonny Sitraka Ralefy | MAD Madagascar                      | 54.72   |       |
| 38   | 2     | 1    | Ralph Goveia            | ZAM Zâmbia                          | 54.84   |       |
| 39   | 2     | 2    | Allan Gutiérrez Castro  | HON Honduras                        | 55.20   |       |
| 40   | 2     | 7    | Rami Anis               | ROT Equipe Olímpica de Refugiados   | 56.23   |       |
| 41   | 1     | 4    | Oumar Touré             | MLI Mali                            | 57.56   |       |
| 42   | 1     | 5    | Hannibal Gaskin         | GUY Guiana                          | 58.57   |       |
| 43   | 1     | 3    | Thint Myaat             | MYA Mianmar                         | 1:02.54 |       |

### Semifinais

#### Semifinal 1
| Pos. | Raia | Nadador          | CON                | Tempo | Notas |
| ---- | ---- | ---------------- | ------------------ | ----- | ----- |
| 1    | 4    | László Cseh      | HUN Hungria        | 51.57 | Q     |
| 2    | 5    | Michael Phelps   | USA Estados Unidos | 51.58 | Q     |
| 3    | 2    | Konrad Czerniak  | POL Polônia        | 51.80 |       |
| 4    | 3    | Piero Codia      | ITA Itália         | 51.82 |       |
| 5    | 1    | Santo Condorelli | CAN Canadá         | 51.83 |       |
| 6    | 7    | Grant Irvine     | AUS Austrália      | 51.87 |       |
| 7    | 6    | James Guy        | GBR Grã-Bretanha   | 52.10 |       |
| 8    | 8    | Quah Zheng Wen   | SIN Singapura      | 52.26 |       |

#### Semifinal 2
| Pos. | Raia | Nadador              | CON                | Tempo | Notas |
| ---- | ---- | -------------------- | ------------------ | ----- | ----- |
| 1    | 4    | Joseph Schooling     | SIN Singapura      | 50.83 | Q,    |
| 2    | 6    | Chad le Clos         | RSA África do Sul  | 51.43 | Q     |
| 3    | 2    | Li Zhuhao            | CHN China          | 51.51 | Q     |
| 4    | 5    | Tom Shields          | USA Estados Unidos | 51.61 | Q     |
| 5    | 1    | Aleksandr Sadovnikov | RUS Rússia         | 51.71 | Q     |
| 6    | 3    | Mehdy Metella        | FRA França         | 51.73 | Q     |
| 7    | 7    | David Morgan         | AUS Austrália      | 51.75 |       |
| 8    | 8    | Evgenii Koptelov     | RUS Rússia         | 52.50 |       |

### Final
| Pos.             | Raia | Nadador              | CON                | Tempo | Notas |
| ---------------- | ---- | -------------------- | ------------------ | ----- | ----- |
| Medalha de ouro  | 4    | Joseph Schooling     | SIN Singapura      | 50.39 | ,     |
| Medalha de prata | 2    | Michael Phelps       | USA Estados Unidos | 51.14 |       |
| Medalha de prata | 5    | Chad le Clos         | RSA África do Sul  | 51.14 |       |
| Medalha de prata | 6    | László Cseh          | HUN Hungria        | 51.14 |       |
| 5                | 3    | Li Zhuhao            | CHN China          | 51.26 |       |
| 6                | 8    | Mehdy Metella        | FRA França         | 51.58 |       |
| 7                | 7    | Tom Shields          | USA Estados Unidos | 51.73 |       |
| 8                | 1    | Aleksandr Sadovnikov | RUS Rússia         | 51.84 |       |

Legenda
| Recorde mundial      | Recorde mundial (World record)               |                       | Recorde africano                      | Recorde africano (African) |                                           | Q | Classificado por posição (Qualified) |
| Recorde olímpico     | Recorde olímpico (Olympic record)            | Recorde da América    | Recorde da América (Americas)         | q                          | Classificado por melhor tempo (Qualified) |   |                                      |
| Melhor marca do ano  | Melhor marca do ano (World leading)          | Recorde asiático      | Recorde asiático (Asian)              | DNS                        | Não largou (Did not start)                |   |                                      |
| Recorde nacional     | Recorde nacional (National record)           | Recorde europeu       | Recorde europeu (European)            | DNF                        | Não terminou (Did not finish)             |   |                                      |
| Recorde pessoal      | Recorde pessoal do atleta (Personal best)    | Recorde da Oceania    | Recorde da Oceania (Oceania)          | DSQ / DQ                   | Desclassificado (Disqualified)            |   |                                      |
| Recorde da temporada | Recorde da temporada do atleta (Season best) | Recorde sul-americano | Recorde sul-americano (South America) | NM                         | Sem marca (No mark)                       |   |                                      |